# Tremblois-lès-Carignan
 Tremblois-lès-Carignan  là một xã ở tỉnh Ardennes, thuộc vùng Grand Est ở phía bắc nước Pháp.